# Kongostaten
Kongostaten, Kongofristaten eller Fristaten Kongo (franska: État indépendant du Congo) var åren 1885–1908 en stat i Centralafrika i personalunion med Belgien. Kolonin tillhörde kung Leopold II av Belgien personligen, men denne tvingades överlämna kolonin till den belgiska staten den 15 november 1908 sedan en omfattande internationell proteströrelse i början av 1900-talet uppmärksammat de omänskliga metoder med vilka landet sköttes. Det anses att folkmängden i området gick från 30 till 8 miljoner under Leopolds styre, men några säkra uppgifter finns inte, då Leopold brände alla statspapper när han blev tvungen att lämna ifrån sig Kongofristaten.

## Internationella Kongosällskapet skapar Kongo
Leopold II:s förespegling var att han skulle driva en filantropisk koloni där man skulle vårda fauna och flora samt ta hand om de fattiga afrikanerna, samt att området skulle vara öppet för frihandel och att alla de bolag som så önskade var välkomna. Leopold lyckades vid Berlinkonferensen 1884 till 1885 få kolonialmakterna att acceptera att en yta större än Västeuropa skulle falla i en enda mans händer. USA var det första landet som erkände Kongofristaten då det skulle vara ett frihandelns paradis. Frankrike såg hellre att det gick till det lilla Belgiens kung än till Storbritannien och detsamma ansåg tyskarna, och britterna ville inte att fransmännen skulle få den stora kolonin.
Vid en internationell kongress av Europas mest ansedda geografer och forskningsresande, som kung Leopold II sammankallat i Bryssel 1876, hade Internationella Afrikasällskapet bildats i ändamål att öppna det inre Afrika för handel och civilisation. Dess verksamhetsfält blev först östra Afrika, men sedan den amerikansk-brittiske upptäcktsresanden Henry Stanley 1877 utfört sin stora resa utför Kongo syntes området kring denna flod lämpligare. Stanley anställdes av Leopold och kunde med sina specialkunskaper och expertis propagera för att hela det stora Centralafrika skulle hamna under en och samma administratör för att de många bifloderna på bästa sätt skulle kunna utnyttjas som transportleder.
Leopold II bildade 1878 i Bryssel en kommitté, som under Stanleys ledning började besittningstagandet av Kongoområdet. Stanley anlade ett 30-tal stationer mellan Kongomynningen och Stanleyfallen samt i Kouilou-Niariområdet, och en mängd fördrag slöts med lokala hövdingar, som avträdde sina höghetsrättigheter över ofantliga områden. 1882 antog kommittén namnet Internationella Kongosällskapet, Association internationale du Congo (flaggan var en blå duk med en femuddig gul stjärna i mitten) som erkändes av USA och de europeiska makterna. Representanter för dessa makter samlades i Berlin 1884 till den så kallade Berlinkonferensen. I samband med denna, vilken hölls november 1884–februari 1885, erkändes den nya fristaten som "den oavhängiga Kongostaten" som förklarade sig "ständigt neutral". Dess internationella förhållanden reglerades även. Statens överhuvud blev Leopold II, varigenom Belgien och Kongo kom i personalunion med varandra, utan att landet i övrigt ställdes under beroende av Belgien.
Avsikten var alltså inte från början att låta Leopold personligen styra området. Bortsett från att det skulle råda frihandel skulle överinseendet av kolonin skötas av "Kongosällskapet". Detta sällskap var dock bara ett luftslott som Leopold själv byggt upp. Sällskapet hade haft ett enda möte flera år tidigare och den belgiske kungen var själv ordförande i det. I verkligheten var det inte ett sällskap, det var bara ett namn. Idag skulle man kalla det för skalbolag. Den verklige härskaren var Leopold själv, men detta insåg dock mycket få människor.

## Jakten på elfenben och de ekonomiska problemen
Det första årtiondet under Leopolds regim i Kongo handlade om att intensivt jaga elfenben, vilket användes som material i allt från löständer till pianotangenter och snusdosor. I Joseph Conrads roman Mörkrets hjärta gestaltas jakten på elfenben och hur urbefolkningen med våld och hot förmåddes att få fram elfenben i stora mängder. Trots de stora lassen av elfenben började Leopold få ekonomiska problem. Därför sålde han mängder av Kongoobligationer. Det fanns till slut bara några få lösningar på de ökande ekonomiska svårigheterna. Järnvägsbygget från Boma upp till Léopoldville, trots att det byggdes med tvångsarbetare, bidrog till dessa problem. 
En lösning blev att han lyckades övertala belgiska staten att ge honom ett enormt lån och därmed låta de belgiska skattebetalarna stå för kostnaderna. En annan lösning uppenbarade sig under  den internationella konferensen mot slaveri där européerna fördömde de osmanska turkarnas och arabernas slavhandel, trots att afrikanerna i åtminstone de tyska och franska kolonierna ofta behandlades mycket illa och i Kongo kom att behandlas just som slavar. Leopold lyckades få möjligheten att uppta tull i Kongo. Därmed var frihandeln ett minne blott och han kunde nu börja håva in stora tullvinster. För att de stora vinsterna skulle rulla in behövdes dock fler attraktiva råvaror. Vid sekelskiftet skulle efterfrågan på en råvara Leopold hade gott om rusa i höjden.

## Gummiterrorn, vinsterna och styrandes sätt

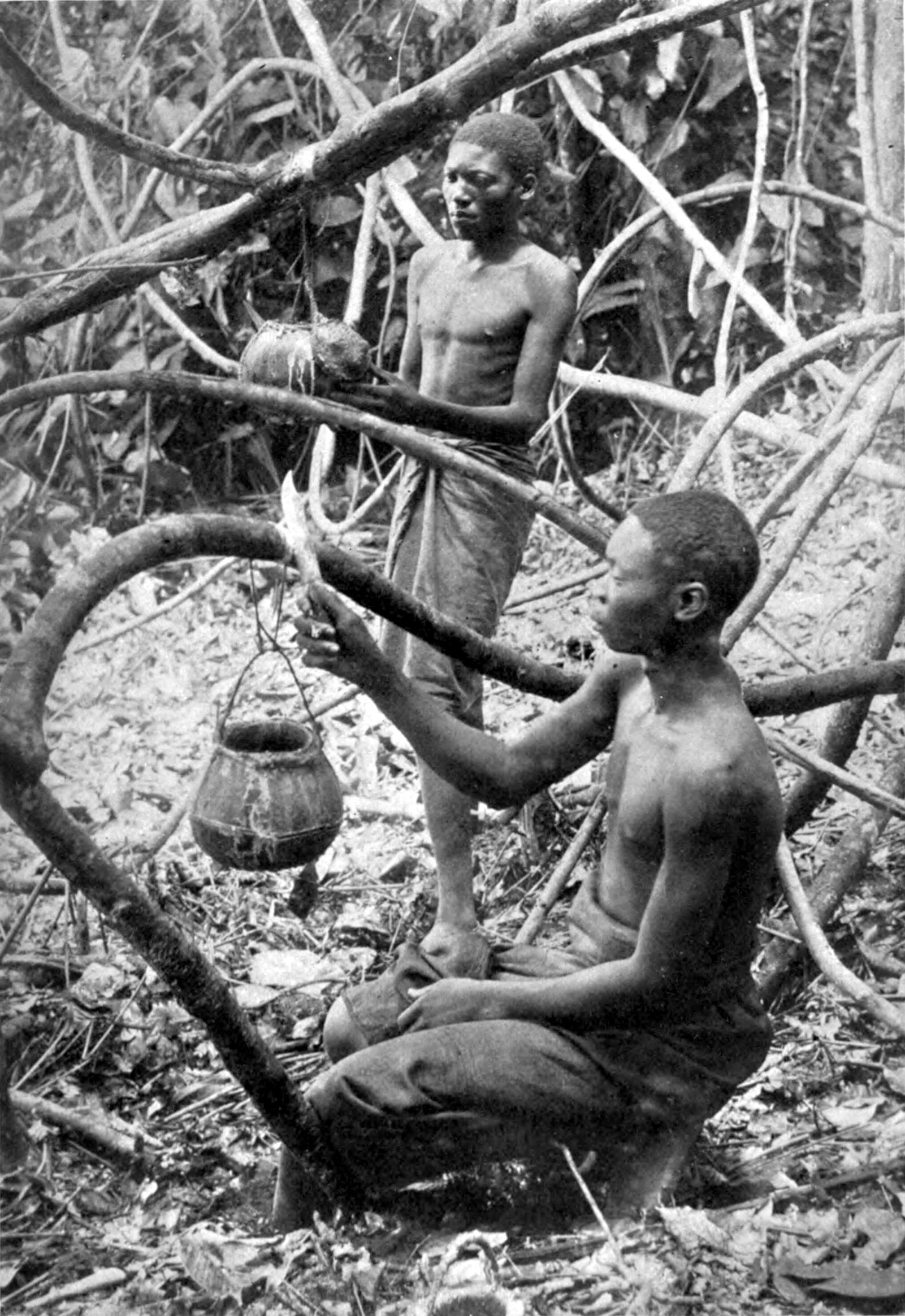
Insamling av gummi från gummirankor.

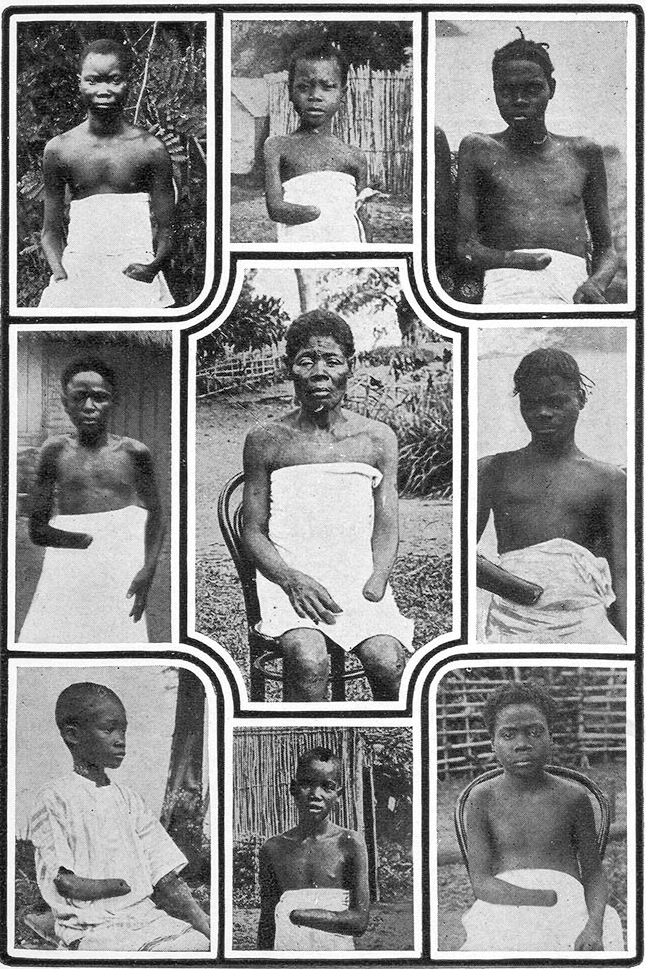
Kongolesiska barn, offer för Force publique i Leopolds Kongo. Fotografierna är tagna av Alice Seeley Harris.

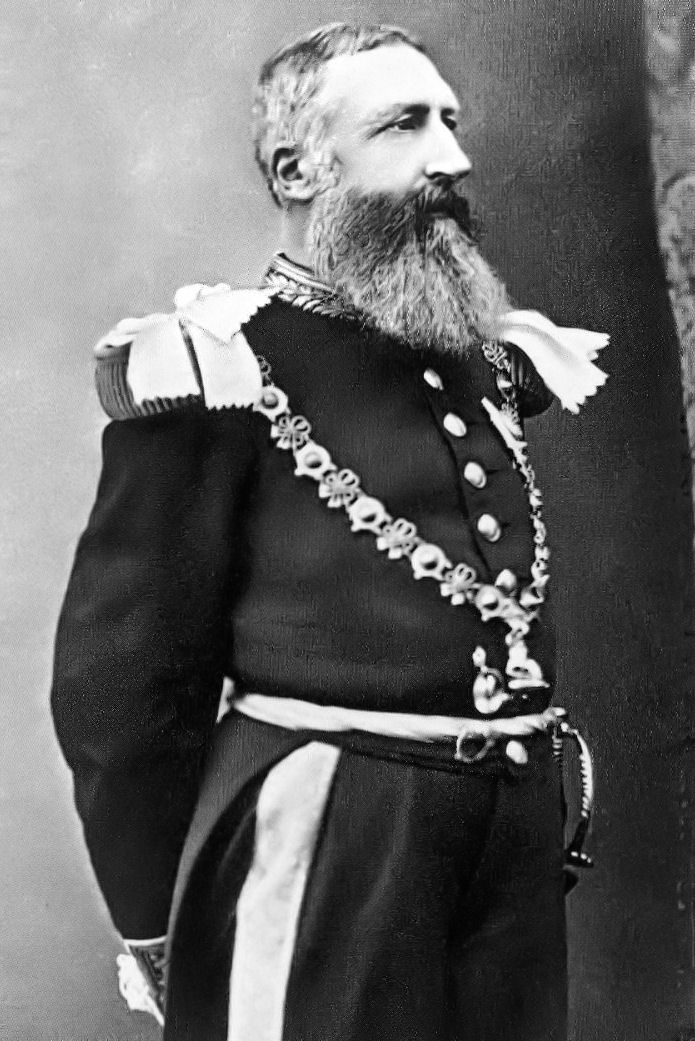
Leopold II av Belgien.

Huvudartikel:Övergreppen i Kongostaten
Under 1890-talets slut och det första årtiondet av 1900-talet kom den eftertraktade råvaran att vara naturgummi istället för elfenben. Gummi efterfrågades alltmer i Europas industrier, det användes till isoleringsmaterial, cykeldäck med mera. Sedan gummit kunde börja odlas på plantager och det hela blev systematiskt organiserat, skulle det gummi man kunde utvinna ur gummiträdens rankor i djungeln generera oerhörda vinster. Leopolds lycka var att det i Kongo fanns en stor mängd gummiträd. Detta gummi började samlas in med obeskrivlig grymhet och intensitet. Leopolds kolonialarmé hette Force publique och bestod av kongoleser som värvats med tvång eller på frivillig väg. De leddes av en mindre skara européer, främst från Belgien.  "Force publique" tvingade ut människor i skogen för att samla in det sirapsliknande gummit ur långa slingerväxter på gummiträden. Alla tvingades uppfylla en viss kvot, och de som inte gjorde det straffades brutalt med piskrapp eller förnedrades på andra vis. De kunde exempelvis tvingas att äta gummit.
Kolonialarmén fick instruktioner att ta familjemedlemmar, kvinnor och barn som gisslan samtidigt som männen tvingades ut i skogen för att samla gummi. Under tiden våldtogs ofta kvinnorna och byns djur konfiskerades nästan alltid så att befolkningen inte hade något att äta. Statstjänstemän eller andra tjänstemän som arbetade åt handelsbolagen satt på sina verandor vid stationerna och väntade på att gummikvoterna skulle levereras, för att sedan skeppas längs Kongofloden och sedan vidare till Europa – ju mer gummi desto mer provision. Mitt inne i centrala Afrika hade de ofta sina egna små riken där de kunde bete sig så som de själva ansåg lämpligt.  Förutom att på alla sätt höja sina förtjänster och därmed Leopolds vinster, höll de sig inte sällan med egna harem.
Ett av de mer makabra inslagen i Leopolds jakt på gummi var att man var beordrad att spara in på kulor. Därför var "Force publique" instruerat att för varje kula som skjutits antingen mot trilskande befolkning som försökt undvika att tvingas ut i skogen eller mot rebeller, måste de redovisa en högerhand, det vill säga att om en soldat kom till basen på kvällen och hade använt tre patroner skulle han också ha tre avhuggna högerhänder med sig. Detta var för att kulorna inte skulle slösas på djur. När man missade tvingades man kapa av handen på en levande människa. Det var då inte sällan barn som fick bistå med detta.

## Protesterna startar
Vinsterna ökade allt mer under 1900-talets första årtionde, men det hade börjat uppmärksammas av olika besökare som inte trodde sina ögon, och som inte stod ut med vad de såg. En av de första var en svart amerikan, George Washington Williams, som hade farit till Kongo i en idealistisk anda. Hans önskan hade sammanfallit med de sydstatare i Amerika vars rasistiska åsikter gick ut på att de frigivna slavarna skulle fara tillbaka till Afrika. Washington hade också propagerat för detta men kunde inte svara på några som helst frågor om Afrika och Kongo, därför åkte han dit för att se hur det var. Han blev förfärad över vad han såg. Hans protester i diverse tryckta broschyrer som spreds i Europa och USA blev dock effektivt neutraliserade av Leopold. Nästa protesterande herre mot Leopolds Kongo var också han svart amerikan och hette William Sheppard. Ingen av dessa två togs dock på särskilt allvar.
Även andra hade sett vad som pågick, däribland den tidigare nämnde författaren Joseph Conrad, och sedan också den brittiske konsuln (egentligen irländare) i Kongo, Roger Casement. Sin störste kritiker fick Leopold dock i den brittiske journalisten Edmund Morel som arbetade på ett brittiskt rederiföretag i Liverpool som hade kontrakt med Kongostaten. Han såg att det kom råvaror till ett högt värde till Europa men att inga handelsprodukter annat än soldater och gevär skickades tillbaka. Han anade vad som pågick, att endast slavarbete kunde förklara de enorma vinsterna. I sin tidskrift West African Mail började Morel kritisera Leopolds styre i Kongo intensivt, och under åren som följde skulle proteststormen öka lavinartat. Flera besökare i Kongo lämnade information och dokument till Morel, som själv aldrig kunde besöka Kongo. Det gjorde för övrigt inte Leopold heller. Alla från missionärer till militärer och bolagstjänstemän kände sig tvingade att berätta om det elände de sett i Kongo, och Morel visade upp en outtröttlig målmedvetenhet i sin kamp. En annan person som bidrog till att uppmärksamma situationen var den brittiska baptisten Alice Seeley Harris som dokumenterade övergreppen hon bevittnade.
År 1904 bildade Morel tillsammans med Roger Casement organisationen CRA, Congo Reform Association, och denna organisation växte till en massrörelse över hela världen. Massmöten hölls i de stora städerna i Amerika, i Europa och även i Australien. Bilder på barn med avhuggna händer väckte vrede och medlidande. Den folkliga opinionen började för första gången under 1900-talet att visa sin makt över makthavarna. Politiker, biskopar, aristokrater och författare som Mark Twain och Arthur Conan Doyle deltog i Morels organisation och blev nära vänner med honom.

## Leopold tvingas lämna ifrån sig Kongo
På grund av anklagelserna tvingas Leopold att i september 1904 skicka en opartisk kommission för att undersöka förhållandena i Kongo och den återkom i mars 1905. Dess berättelse lugnade dock inte opinionen i utlandet. Till sist erbjöd kungen Belgien att redan under hans livstid överta Kongo. Beslutet därom uppgjordes genom ett fördrag mellan de båda staterna 28 november 1907, vilket godkändes av kamrarna i augusti och av kungen 18 oktober 1908. Därvid fastställdes Kongos regeringssätt. Dess högste chef blev Belgiens kolonialminister med biträde av generalsekreterarna för utrikes-, finans- och inrikesärenden.
Leopold gick från att ha varit Europas hyllade filantrop till att bli den stora skurken. "Jag ska ge dem mitt Kongo, men vad jag gjort ska de inte lägga sig i" sade han till en av sina medhjälpare och under 8 dagar i augusti 1908 brändes i Kongo merparten av statens papper. Leopolds finanser var vid hans död 1909 en enda stor röra. Vad som stod klart var att det hade skapats omåttliga rikedomar och att ingenting av det skulle tillfalla hans döttrar. Istället gick mycket av det till hans unga älskarinna Caroline Lacroix.

## Folkmordets omfattning
Moderna bedömare, såväl som samtida, uppskattar att områdets befolkning under Leopolds styre halverades. Någon folkräkning (utöver uppskattningar som kan ha funnits i de papper som Leopold lät bränna) kom dock inte till stånd före 1924 och beräkningar av antalet offer för regimen varierar därför kraftigt. Encyclopædia Britannica skriver att folkmängden möjligen gick från 30 till 8 miljoner.

## Efter Leopold
När kolonin övergick till Belgiska staten fick den namnet Belgiska Kongo. Kolonin var en av de från Europa hårdast styrda kolonierna även efter att Leopold släppt den, men övergrepp av samma omfattande art förekom inte längre. 1960 blev Belgiska Kongo självständigt och Republiken Kongo (Kongo-Léopoldville) bildades sedan Belgien avvecklat sin makt mer eller mindre frivilligt. Efter diverse inbördes strider blev landet en diktatur 1965 under Mobutu, bytte namn till Zaire 1971 och efter Mobutus död 1997 bytte landet åter namn och heter numera Demokratiska republiken Kongo (Kongo-Kinshasa).